# Jules Danilo
Jules Danilo (Milão, 18 de maio de 1995) é um motociclista francês de origem italiana, que atualmente compete na MotoGP (Moto3) pela equipe Ongetta-Rivacold.

## Carreira
Danilo (pronuncia-se Danilô) estreou na Moto3 em 2013, disputando 4 corridas (2 pela Marc VDS Racing Team e outras 2 pela Ambrogio Racing), não pontuando em nenhuma. Em 2014, marcou seus primeiros pontos no GP de Aragão, chegando em 14º lugar. Desde 2015, defende a equipe Ongetta-Rivacold, que utiliza motos Honda NSF250.